# マスキングしきい値
マスキングしきい値とは、ある音を聞き取る必要があるとき、それをマスキングしてしまう別の信号がある状況で、その音を聞き取れる限界の音圧レベルである。マスキングしきい値は、2つの音の周波数や種類に左右される。同時マスキングは2つの音の周波数が近いときに発生しやすい。聞こえないことが役立つ場合もある。例えば、音声圧縮においては、聞こえない音は除外することができ、最終的にファイルサイズを小さくできる。
一度に1つの音高しか聴いていないということはあまりなく、通常は複数の音高が聞こえている。そのため、1つの周波数で複数のマスキングが発生しうる。その場合、全体としてのマスキングしきい値を計算する必要がある。それには512や1024ポイントの高解像度の高速フーリエ変換を使い、音を構成する音高を識別する必要がある。人間の耳には可聴域があるため、マスクの信号レベルや種類や周波数帯を知らないと、個々のマスキングしきい値を計算できない。また、最小可聴値未満のマスキングしきい値は無意味であるため、注意が必要である。
下図は、音高 1kHz 近辺のスペクトルを示している。threshold in quite（最小可聴値のこと）以下の音は聞こえない。マスクする側の音（masker tone）の周波数によって状況は異なる。この例では1kHzであり、その近辺の音高は聴きにくくなる。マスキングしきい値の曲線の傾斜は周波数の低いほうが急峻になっている。つまり、高い周波数の方がマスキングされやすい。

## 音響心理学的モデル
マスキングしきい値には用途があり、それはMPEG-1オーディオの符号化過程に見て取れる。MPEGのエンコーダには「音響心理学的モデル (Psychoacoustic model)」というブロックがある（「心理聴覚モデル」とも）。このブロックは、FFTを使って各周波数帯でのマスキングしきい値を計算する。これによって、周波数帯域ごとのビット割り当てを決定し、圧縮効率を向上させている。